# الصواني
الصواني هي إحدى القرى اللبنانية من قرى قضاء مرجعيون في محافظة النبطية.